# Kristian Lundin
Kristian Lundin (nacido el 7 de mayo de 1973) es un compositor, productor musical y compositor sueco.
Kristian Lundin comenzó su carrera como miembro del dúo sueco Amadin (Juan Amatiello y Kristian Lundin). Tras ello, su talento en escritura y producción fue rápidamente reconocido en la industria musical por Denniz Pop, quien lo invitó a unirse a su equipo propio en los Estudios Cheiron; comenzando así su racha de éxitos en el año 1993.
Su gran salto a nivel internacional llegó con la canción "Quit Playing Games (With My Heart)", la que coprodujo con Max Martin para los Backstreet Boys. A dicho trabajo le siguió rápidamente un nuevo éxito coescrito y producido por él, "Tearin' Up My Heart" de 'N Sync.
A raíz de la muerte prematura de Denniz Pop, Kristian Lundin continuó trabajando con otros miembros del equipo de Cheiron, incluido Max Martin, Andreas Carlsson y Jake Schulze. Juntos llevaron el exitoso legado de escribir y producir éxitos como "Bye Bye Bye" de 'N Sync, "Born to Make You Happy" de Britney Spears, y "That's the Way It is" y "I'm Alive" de Céline Dion.
En el año 1999 recibió una nominación al Grammy junto a Max Martin, por la producción de "I Want It That Way". Tras ello, ambos contribuyeron como escritores y productores de numerosas canciones de los Backstreet Boys, entre las cuales se incluye a "Larger Than Life", "As Long as You Love Me", "Show Me the Meaning of Being Lonely", "Everybody (Backstreet's Back)" y "Not for Me".
En el año 2000 Kristian Lundin fue nominado nuevamente al Grammy, por "Bye Bye Bye" de 'N Sync. Además de dichas nominaciones, también recibió cuatro nominaciones en los American Diamond Awards y, en el año 2002, recibió un SKAP (Compositores Suecos de Música Popular).
- Datos: Q325150